# ونين (كتشو)
ونین (بالفارسية: ونین) هي قرية تقع في إيران في قسم کتشو الريفي. يقدر عدد سكانها بـ 55 نسمة بحسب إحصاء 2016.